# ラブン郡 (ジョージア州)
ラブン郡（ラブンぐん、英: Rabun County）は、アメリカ合衆国ジョージア州の北東隅に位置する郡である。2010年国勢調査での人口は16,276人であり、2000年の15,050人から8.1%増加した。郡庁所在地はクレイトン市（人口2,047人）であり、同郡で人口最大の都市でもある。
ラブン郡の年間平均降水量は70インチ (1,800 mm) 以上あり、ジョージア州のみならず、ミシシッピ川以東では最も降水量の多い郡となっている。

## 歴史
ラブン郡となった地域に1760年には既に探検家達が入ってきていた。18世紀、地域のチェロキー族インディアン人口が多かったので、アパラチア山脈のこの部分は「チェロキー山脈」とも呼ばれることがあった。初期の探検家や開拓者は、チェロキー族の住む場所やその方言によって、低地、中間地、および丘陵超えという3つの区分を使っていた。ラブン郡となった場所には少なくとも4つのチェロキー族集落があった。スティカイと呼ばれた中間地チェロキー族の集落はステコア・クリーク沿い、おそらく現在のクレイトン市から南東にあった。タルラと呼ばれた丘陵超えチェロキー族の集落は、タルラ川の上流にあった。他にもチェロキー族の区分が明らかでない集落が2つあり、ウォーウーマン・クリーク沿い、クレイトンの東にあったチチェローエはアメリカ独立戦争の時に破壊され、また現在のディラード近くにはイースタートイがあった。
チェロキー族の存在が大きかったが、その前にこの地域には他のインディアン部族が住んでいた証拠がある。有名なエトワ・インディアン・マウンドなど北ジョージアにあるものに似たマウンドがディラードの東約1マイル (1.6 km) にあり、ミシシッピ文化と呼ばれたマウンドを建造するインディアン文化の名残である。このマウンドの位置は、フージャブランチ遺跡としてアメリカ合衆国国家歴史登録財に登録されている。

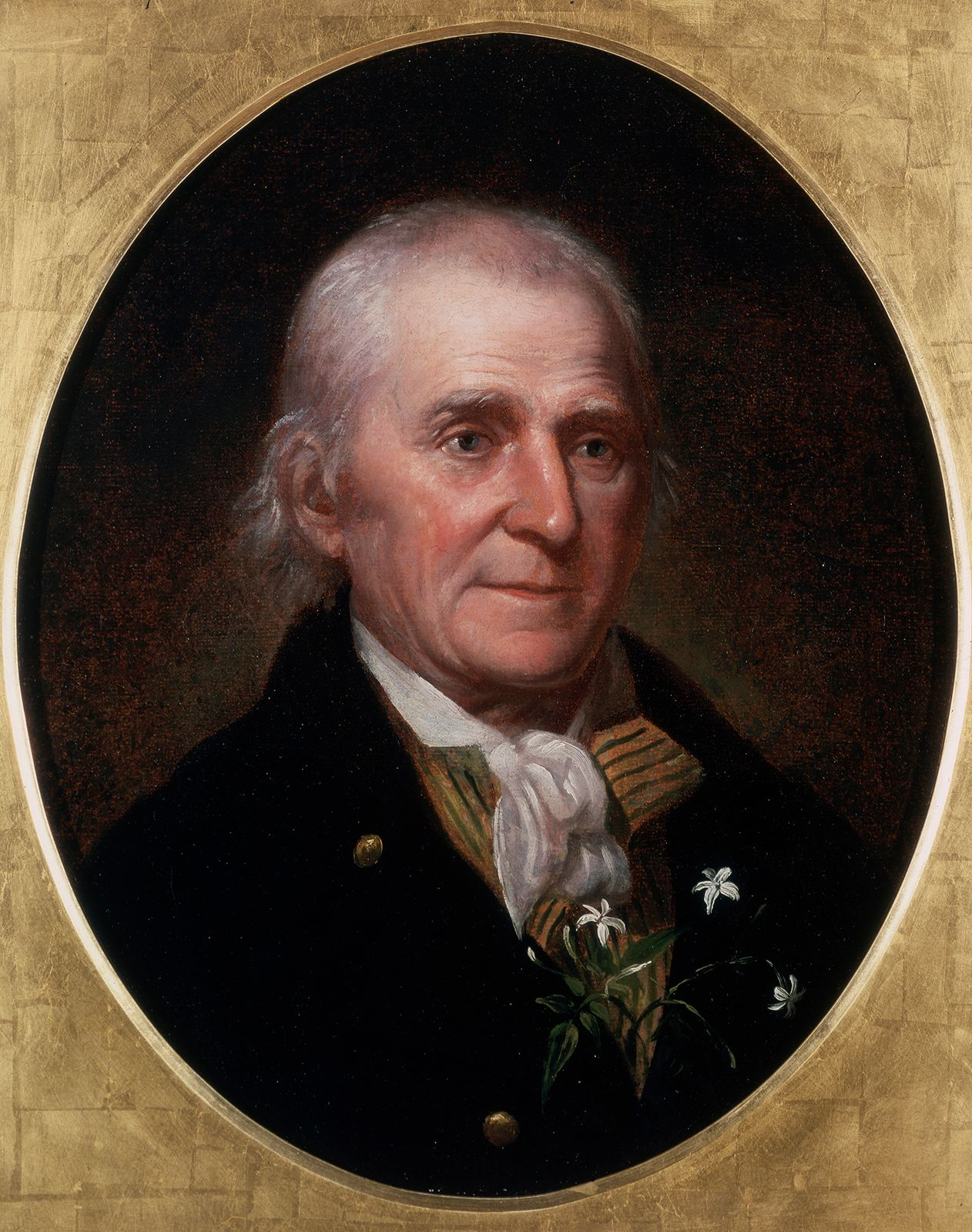
チャールズ・ウィルソン・ピールが描いたウィリアム・バートラムの肖像画

探検家で博物学者のウィリアム・バートラムがラブン郡の初期訪問者だった。バートラムの1775年5月の日誌に拠れば、チャトゥーガ川がウォーウーマン・クリークと合流する地点近くでチャトゥーガ川を渡ってジョージアに入った。その後、ディバイディングス（後のクレイトンとなる場所）と呼ばれたチェロキー族道の接続点を通り、北のパスオーバー（後のマウンテンシティとなった場所）と呼ばれた地域を進んだ。この行程中にラブン・ボールドにも登った。バートラムがラブン郡を通ったことは、今日バートラム・トレイルと名付けられたハイキング道で記念されている。
ジョン・ディラードとその家族が1794年にこの地域に入り、記録に残る最初期の開拓者となった。ディラードはアメリカ独立戦争への従軍に対して土地特許を与えられていた。開拓者達は当初インディアンから寛大に扱われたが、他の地域から移住させられたチェロキー族が入ってくると緊張感が増した。白人開拓者は自然を尊敬せず、動物を殺す侵入者と見られ、この衝突する文化の間で襲撃事件が日常茶飯のことになった。チェロキー族がジョージア州に土地を譲渡した1817年の数年前に、敵対関係の大半は終わっていた。
1819年12月21日、ジョージア州議会が郡を創設するための法を成立させ、ラブン郡は州内47番目の郡になった。北の境界はジョージア州とノースカロライナ州との州境でもあり、北緯35度線とされた。初期の測量の不正確さもあって、ラブン郡北東隅の境界は北緯35度線よりも数百ヤード北に設定されており、その位置にあるエリコット・ロックがジョージア州最北地点となっている。郡名は第11代ジョージア州知事を1817年に選出されてから死の1819年まで務めたウィリアム・ラブンに因んで名付けられた。1828年、ジョージア州議会はハーバーシャム郡の一部をラブン郡に移管した。1838年、議会は再度ラブン郡とハーバーシャム郡の郡境を調整した。1856年、議会はラブン郡とユニオン郡の一部を合わせてタウンズ郡を創設した。
南北戦争の時、ラブン郡はアメリカ合衆国から脱退しなかった州内5郡の1つとなった。この戦争の影響はほとんど無かったが、この地域は無政府状態に近くなった。脱退こそしなかったものの、郡内から南軍に2個連隊を出征させた。
1898年、郡内を南北に通るタルラフォールズ鉄道が建設された。この鉄道沿線で最大級に人気のある駅がタルラゴージだった。この鉄道は60年間以上運行され、ディズニーの映画『The Great Locomotive Chase』にも登場した。
1920年代から郡内で行われた改善の多くが、チャタフーチー国立の森の設立、成長、拡大に貢献した。その重要人物の1人が、ジョージアでは最初のフォレスト・レンジャーである"レンジャー・ニック"・ニコルソンだった。多くの成果の中でも、クレイトンから郡東部のパインマウンテンの町まで、電話線を開通させる手配を行ったことが特筆される。

## 郡政府

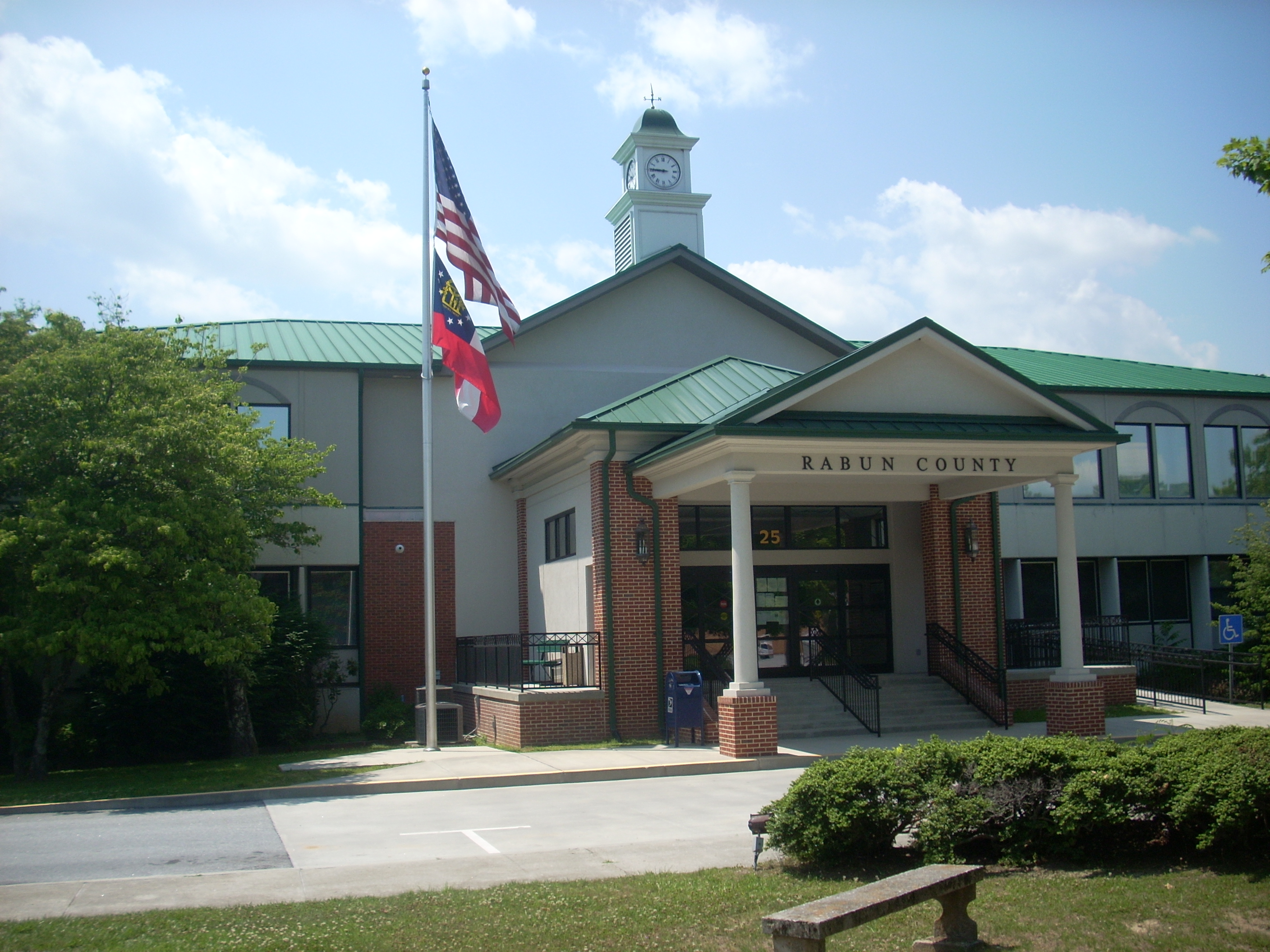
クレイトン市にあるラブン郡庁舎

ラブン郡は5人の委員による郡政委員会が統治している。郡の保安官事務所に加え、クレイトン、マウンテンシティ、スカイバレー、タルラフォールズの町にはそれぞれ警察署がある。消防は全てボランティアによる消防団方式であり、12の分団、消防車14台、給水車11台、ボート2隻、消防団員250人がいる。

## 地理

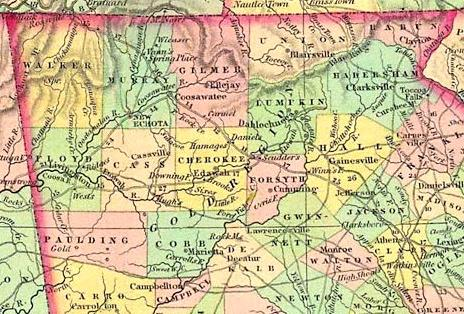
1834年のラブン郡周辺地図

アメリカ合衆国国勢調査局に拠れば、郡域全面積は376.99平方マイル (976.4 km2)であり、このうち陸地371.05平方マイル (961.0 km2)、水域は5.94平方マイル (15.4 km2)で水域率は1.58%である。郡域の約60%は国有林と州立公園であり、約20%はジョージア電力が所有し、残りが民間の所有である。国立保護地域である広さ148,684エーカー (601.70 km2) のチャタフーチー国立の森の一部が郡内に入っており、この森に含まれている18郡の中では最も面積が大きい。

### 特徴的な地形
郡内の3つの主要湖は20世紀初期にジョージア電力が水力発電のために造ったものである。現在は発電とレクリエーション用に使われている。バートン湖の広さは 11.23 km2 (2,770 エーカー、4.33 平方マイル)、湖岸線の長さは 100 km (62 マイル) ある。ラブン湖は広さ 3.38 km2 (840 エーカー)、湖岸線の長さ 40 km (25 マイル)、シード湖は広さ 0.97 km2 (240 エーカー)、湖岸線の長さ 21 km (13 マイル) ある。タルラ川とその支流、コールマン川とチャーリーズ・クリークなどマスのいる水流が多数ある。
東部大陸分水界が郡の南西から北東に走っており、テネシーバレー分水界の一部にもなっている。サウスカロライナ州との州境はタガルー川、さらにはサバンナ川の最大支流であるチャトゥーガ川になっている。タガルー川とサバンナ川が下流の州境になっている。郡北中部はリトルテネシー川の流域であり、マウンテンシティから北に流れている。分水界に沿った高地は、州内でも最も雪の多い地帯である。この分水界が暑い季節でも暑さを和らげる効果をもたらし、郡のスローガンは「春が夏を過ごす所」となっている。郡内にブラックロック・マウンテン、モカシン・クリーク、タルラゴージと3つの州立公園があることでは、州内唯一の郡である。

#### 山
郡内の地形は山が多い。東部大陸分水界には州内第2位と第3位の高い山がある。標高4,696フィート (1,431 m) のラブン・ボールドと、同4,620フィート (1,410 m) のディックス・ノブである。標高が4,000フィート (1,200 m) を超える山が8峰、3,000フィート (900 m) から4,000フィートの山が60峰以上ある。

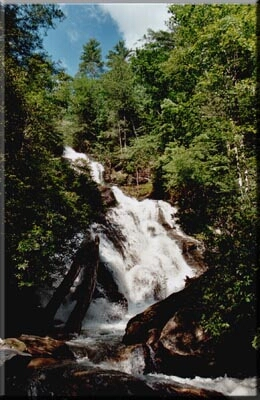
ホルコームクリーク滝、落差120フィート (36 m)

#### 滝
郡内には多くの美しい滝があり、その多くは比較的短い道を通って近付くことができる。なかでもディックスクリーク滝、ホルコームクリーク滝、ミネハハ滝が著名である。

#### ハイキング道
郡内には多くのハイキング道もある。最も著名なのがアパラチアン・トレイルであり、郡内を曲がりくねって続いている。バートラム・トレイルもその一部、長さ37マイル (60 km) が郡内にある。

### 主要高規格道路

#### アメリカ国道
- アメリカ国道23号線
- アメリカ国道76号線
- アメリカ国道441号線

#### ジョージア州道
- ジョージア州道2号線（アメリカ国道76号線に合流）
- ジョージア州道15号線（アメリカ国道23号線とアメリカ国道441号線に合流）
- ジョージア州道28号線
- ジョージア州道197号線
- ジョージア州道246号線

アメリカ国道23号線とアメリカ国道441号線は合流し郡内を南北に走り、アメリカ国道76号線は東西に通っている。州道246号線はディラードに始まり、スカイバレーを繋ぐ。州道28号線は北東部で両カロライナ州の間を短区間通る。

### 隣接する郡
- メイコン郡 (ノースカロライナ州) - 北
- ジャクソン郡 (ノースカロライナ州) - 北東
- オコニー郡 (サウスカロライナ州) - 東
- ハーバーシャム郡 - 南
- タウンズ郡 - 西
- クレイ郡 (ノースカロライナ州) - 北西

## 絶滅危惧種

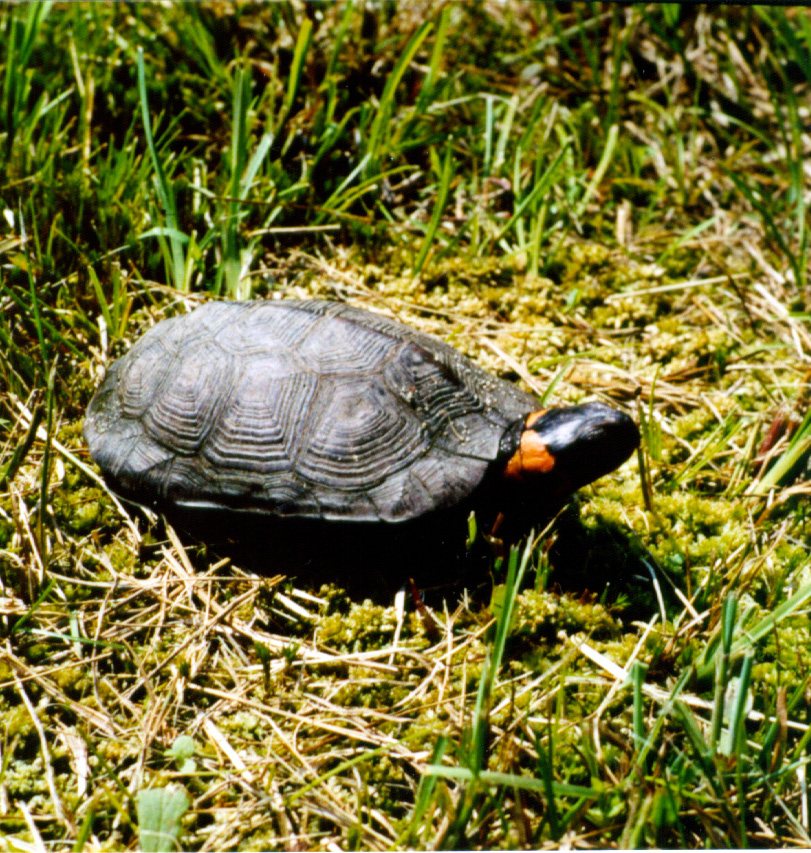
絶滅危惧種のミューレンバーグイシガメ

アメリカ合衆国魚類野生生物管理局とジョージア州自然資源省の報告では、郡内に絶滅危惧種が幾つか居る。

### 動物
- ハクトウワシ (Haliaeetus leucocephalus)、国内では絶滅危惧種から外されたが、ジョージア州では危惧される種である
- ミューレンバーグイシガメ (Clemmys muhlenbergii)、全米でもジョージア州でも絶滅危惧種とされている
- 郡内に見つかる3種の魚もアメリカ危惧種リストでペンディング状態だが、ジョージア州では保護されている。ファットリップス・ミノウ（ジョージア州で危険種）、ハイスケールシャイナー（ジョージア州で脅威種）、オリバーダーター（ジョージア州で脅威種）である。

### 植物
ラブン郡では15種の植物が保護されており、そのうち2種は連邦政府の絶滅危惧種リストにも載っている。パーシステント・トリリウム (Trillium persistens)、ロック・ノーム・リヘン (Gymnoderma lineare)、スワンプ・ピンク (Helonias bullata)などである。

## 経済
2006年初期の時点で、郡内の大規模雇用主は従業員900人以上のラブン・アパレルと、同410人のナショナル・テキスタイルズであり、何れも繊維産業である。2006年3月、フルーツ・オブ・ザ・ルームがラブン・アパレルの工場を閉鎖し、930人の従業員全員を解雇すると発表した。ナショナル・テキスタイルズも解雇を発表したが、ノースカロライナ州とテネシー州にある工場が対象になっている。

## 人口動態
以下は2000年の国勢調査による人口統計データである。
| 基礎データ - 人口: 15,050人 - 世帯数: 6,279 世帯 - 家族数: 4,351 家族 - 人口密度: 16人/km2（41人/mi2） - 住居数: 10,210軒 - 住居密度: 11軒/km2（28軒/mi2） 人種別人口構成 - 白人: 94.88% - アフリカン・アメリカン: 0.79% - ネイティブ・アメリカン: 0.43% - アジア人: 0.38% - 太平洋諸島系: 0.03% - その他の人種: 2.63% - 混血: 0.86% - ヒスパニック・ラテン系: 4.54% | 年齢別人口構成 - 18歳未満: 21.8% - 18-24歳: 7.0% - 25-44歳: 25.3% - 45-64歳: 27.7% - 65歳以上: 18.1% - 年齢の中央値: 42歳 - 性比（女性100人あたり男性の人口） - 総人口: 97.4 - 18歳以上: 94.5 世帯と家族（対世帯数） - 18歳未満の子供がいる: 26.5% - 結婚・同居している夫婦: 57.4% - 未婚・離婚・死別女性が世帯主: 8.1% - 非家族世帯: 30.7% - 単身世帯: 26.8% - 65歳以上の老人1人暮らし: 11.7% - 平均構成人数 - 世帯: 2.35人 - 家族: 2.82人 | 収入と家計 - 収入の中央値 - 世帯: 33,899米ドル - 家族: 39,992米ドル - 性別 - 男性: 28,105米ドル - 女性: 21,164米ドル - 人口1人あたり収入: 20,608米ドル - 貧困線以下 - 対人口: 11.1% - 対家族数: 8.1% - 18歳未満: 11.0% - 65歳以上: 13.0% |

## 都市と町
- クレイトン、1823年12月13日法人化、人口2,047人、広さ3.09平方マイル (8.0 km2) - 郡庁所在地
- ディラード、1906年法人化、人口339人、広さ1.55平方マイル (4.0 km2)
- マウンテンシティ、1907年法人化、人口1,088人、広さ1.8平方マイル (4.7 km2)
- ラブンギャップ、未編入
- スカイバレー、1978年法人化、人口272人、広さ3.03平方マイル (7.8 km2)
- タルラフォールズ、法人化時期不明、人口168人、広さ8.56平方マイル (22.2 km2)
- タイガー、1904年法人化、人口408人、広さ0.5平方マイル (1.3 km2)
- パインマウンテン、未編入

## 大衆文化の中で
- ラリーバーケットが1991年に著した小説『啓蒙主義者』はラブン郡が舞台になっている。クレイトンとラブン郡は、この小説の主人公がアメリカ経済を統制する力を発揮し始めたときの逃避場である。この遠隔の地について一般に認識される古くアナログなコミュニケーション様式と一般的な筋道から外れた傾向の故に、クレイトンは安全である
- ジョン・リンゴの『アルデナタの遺産』シリーズで、人類はエイリヤンの侵入者ポスリーンと戦う戦場にラブン郡がなっている。
- 1972年の映画『脱出』ではラブン郡が主要な撮影現場となり、ビリー・レッデンなど多くの地元民がエキストラで出演した。映画の舞台は北ジョージアの山岳部であるとされていたが、具体的にラブンの名前は出なかった。
- カートゥーンネットワークのアダルトスイム・ショーである『Squidbillies』は北ジョージア山岳部の架空地域ドゥーガル郡が舞台である。「ドゥーガル」はラブンを含め幾つかの郡の合成語である可能性がある。